# Johann-Gottlieb-Fichte-Preis
Der Johann-Gottlieb-Fichte-Preis war von 1962 bis 1974 die höchste wissenschaftliche Auszeichnung der Humboldt-Universität zu Berlin. 

## Geschichte
1962 wurde der Preis anlässlich des 200. Geburtstages des ersten Wahlrektors Johann Gottlieb Fichte erstmals verliehen. Er war insbesondere jungen Wissenschaftlern für außergewöhnliche Arbeiten vorbehalten, jedoch durften auch Neuerervorschläge junger Arbeiter und Angestellter eingereicht werden, die dem hohen Anspruch dieser jährlich vergebenden Auszeichnung entsprechen mussten. Der Preis wurde in drei Stufen vergeben. Es wurden sowohl Einzelpersonen als auch Kollektive ausgezeichnet. 
Zum 23. Jahrestag der DDR wurde im Oktober 1973 der Johann-Gottlieb-Fichte-Preis für 180 Kollektiv- und Einzelarbeiten, darunter fünf Jugendobjekte, an insgesamt 1210 Einreicher verliehen.
1974 wurde der Johann-Gottlieb-Fichte-Preis in den heute noch existierenden zentralen Humboldt-Preis und in dezentrale Sektionspreise umgewandelt.

## Umfang des Preises
Der Preis bestand aus einer Anstecknadel, Urkunde sowie einem Geldbetrag.

## Bekannte Preisträger (Auswahl)
- 1963 Ursula Thiemer-Sachse
- 1964 Ulrich Wobus
- 1965 Holger Heinrich Dathe
- 1966 Gottfried Leuthold
- 1967 Helga Hörz, Gerald Muschiolik
- 1968 Ernst Jopke
- 1969 Frieder W. Scheller, Sieglinde Bandoly
- 1970 Udo Baumbach (Kollektiv-Preis)
- 1971 Berndt Scholz, Rainer-Christian Klopp, Michael Strauss
- 1972 Joachim Sauer, Elke Austenat
- 1973 Hartmut Wandke, Jochen Oehler
- Rolf Henrich